# Giuseppe Antonio Bernabei
Giuseppe Antonio Bernabei (ur. ok. 1659 w Rzymie, zm. 9 marca 1732 Monachium) – włoski kompozytor okresu baroku, organista.

## Życiorys
Jego ojcem był kompozytor Ercole Bernabei. W latach 1675–1677 pełnił funkcję organisty w oratorium przy kościele św. Marcelego w Rzymie, był też organistą w kościele św. Ludwika Króla Francji. W 1677 roku wyjechał wraz z ojcem do Monachium, gdzie został wicekapelmistrzem orkiestry dworskiej. Po śmierci ojca w 1687 roku objął funkcję głównego kapelmistrza.
Komponował utwory religijne, był też autorem kilkunastu oper, których rękopiśmienne parytury znajdują się w zbiorach Austriackiej Biblioteki Narodowej w Wiedniu.